# Chang-Sat Bangkok Open 2014
Il Chang-Sat Bangkok Open 2014 è stato un torneo di tennis facente parte della categoria ATP Challenger Tour nell'ambito dell'ATP Challenger Tour 2014. È stata la 6ª edizione del torneo che si è giocato a Bangkok in Thailandia dal 25 al 31 agosto 2014 su campi in cemento e aveva un montepremi di 50 000 $.

## Partecipanti singolare

### Teste di serie
| Nazionalità | Giocatore         | Ranking* | Testa di serie |
| ----------- | ----------------- | -------- | -------------- |
| Giappone    | Gō Soeda          | 107      | 1              |
| Australia   | James Duckworth   | 155      | 2              |
| Italia      | Luca Vanni        | 170      | 3              |
| Italia      | Thomas Fabbiano   | 227      | 4              |
| Australia   | Matt Reid         | 236      | 5              |
| Regno Unito | Kyle Edmund       | 237      | 6              |
| Giappone    | Yasutaka Uchiyama | 242      | 7              |
| Svezia      | Elias Ymer        | 244      | 8              |

- Ranking al 18 agosto 2014.

### Altri partecipanti
Giocatori che hanno ricevuto una wild card:
- Phassawit Burapharitta
- Nuttanon Kadchapanan
- Pruchya Isarow
- Kittipong Wachiramanowong

Giocatori che sono passati dalle qualificazioni:
- Sanjar Fayziev
- Christopher Rungkat
- Peerakiat Siriluethaiwattana
- Chaleechan Tanasugarn

## Partecipanti doppio

### Teste di serie
| Nazionalità   | Giocatore          | Nazionalità   | Giocatore          | Ranking* | Testa di serie |
| ------------- | ------------------ | ------------- | ------------------ | -------- | -------------- |
| Thailandia    | Sanchai Ratiwatana | Thailandia    | Sonchat Ratiwatana | 198      | 1              |
| Taipei cinese | Ti Chen            | Taipei cinese | Hsien-yin Peng     | 234      | 2              |
| Taipei cinese | Hsin-han Lee       | Thailandia    | Danai Udomchoke    | 335      | 3              |
| India         | Divij Sharan       | Giappone      | Yasutaka Uchiyama  | 343      | 4              |

- Ranking al agosto 2014.

### Altri partecipanti
Coppie che hanno ricevuto una wild card:
- Chayanon Kaewsuto /  Peerakiat Siriluethaiwattana
- Chaleechan Tanasugarn /  Warot Udomsuk
- Phassawit Burapharitta /  Singekrawee Wattanakul

## Vincitori

### Singolare
Chung Hyeon ha battuto in finale  Jordan Thompson con il punteggio di 7–6(0), 6–4

### Doppio
Pruchya Isarow /  Nuttanon Kadchapanan hanno battuto in finale  Chen Ti /  Peng Hsien-yin con il punteggio di 6–4, 6–4